# Phaonia szelenyii
Phaonia szelenyii är en tvåvingeart som beskrevs av Mihalyi 1974. Phaonia szelenyii ingår i släktet Phaonia och familjen husflugor. Inga underarter finns listade i Catalogue of Life.